# 三つのブランコの物語
『三つのブランコの物語』（みっつのブランコのものがたり）は、原ちえこによる日本の漫画、およびそれを表題作とした漫画短編集。『なかよし』（講談社）において、1977年9月号から11月号まで短期連載された。

## 収録作品
※ 講談社漫画文庫版に準拠する。
三つのブランコの物語（みっつのブランコのものがたり）
落ち着いた長女カトリーヌ、お転婆な次女キャシー、お嬢様系の3女キャロライン、個性豊かで仲の良い3姉妹それぞれの、「ブランコのように」揺れる恋心を描く。
ロッキーの花よめ（ロッキーのはなよめ）
ロッキー山脈の麓で牧場を営む男ばかり4兄弟のマックイーン家に、ある切っ掛けで町で出会ったドジな少女・アニーがやって来た。アニーは長兄ジョーに恋心を抱くようになり、弟たちも見守るが…
しあわせの赤いリボン（しあわせのあかいリボン）
女ばかりが生まれるアルバニー家で、女性らしく育てられた姉・ロザンヌと、父に男として育てられた妹・ミシェルの双子。アルバニー家のパーティーに伯爵の子息・ロベルトが招待される。婚約者候補だと聞いた2人は反発、ロベルトを翻弄するが…
黒い瞳のシンデレラ（くろいひとみのシンデレラ） 原作：桐村杏子。
デザイン事務所のパリ支店で働く麻紀はつい弱気になってしまう日々を送っている。ある日小さな画廊で故郷・函館の風景に似た絵を衝動買いした麻紀は、ジョンという青年と知り合いになる。
『三つのブランコの物語』の思い出（『みっつのブランコのものがたり』のおもいで）
文庫描き下ろしのおまけ漫画。

## 書誌情報
原ちえこ 『三つのブランコの物語』
- 講談社〈講談社コミックスなかよし〉、1978年2月4日初版発行、ISBN 4-06-108294-9
  - 収録作品 - 三つのブランコの物語/しあわせの赤いリボン/黒い瞳のシンデレラ
- 講談社〈KCDX〉、1998年12月初版発行、ISBN 4-06-334011-2
- 講談社〈講談社漫画文庫〉、2009年3月12日初版発行、ISBN 978-4-06-370639-0
  - 収録作品 - 三つのブランコの物語/ロッキーの花よめ/しあわせの赤いリボン/黒い瞳のシンデレラ/『三つのブランコの物語』の思い出